# Haute-Batouri
 Haute-Batouri est une  commune rurale de la préfecture de Mambéré-Kadéï, en République centrafricaine. Elle s’étend au nord de la ville de Berbérati et tient son nom de la rivière Batouri. 

## Géographie
La commune de Haute-Batouri est située au sud-est de la préfecture de Mambéré-Kadéï. Elle est traversée par l’axe Berbérati – Carnot.
|          | Carnot        |               |
| Ouakanga | Haute-Batouri | Senkpa-Mbaéré |
|          | Basse-Batouri | Basse-Mambéré |

## Villages
Les principaux villages de la commune sont : Sangha-Mines, Nandobo, Massina, Mbafio, Ngbako, Bandjouma, Beia-Bassolo et Bao-Bato. 
En zone rurale, la commune compte 32 villages recensés en 2003 : Babasson, Bamba, Bao-Bato, Bebili, Beya Bassomo, Bock, 
Dabere, Gbaouma, Go, Goffi, Gouli, Kourta, Massina, Mbafio, Mina, Morro, Nandobo 1, Nandobo 2, Nandobo 3, Nandobo 6, Ngbako, Ngoere 1, Ngombou, Ouham, Sakamaze (1,2), Sangha-Mine 1, Sangha-Mine 2, Tayo 1, Tayo 2, Yong Neguene 1, Yong Neguene 2, Zoboro.

## Éducation
La commune compte 2 écoles publiques à Nandobo et Ngbako.